# Kraut & Rueben
Kraut & Rueben è un EP compilation del gruppo pop punk tedesco WIZO, pubblicato nel 1998 dalla Fat Wreck Chords.

## Tracce
1. Anneliese Schmidt – 3:21
2. Closet – 2:40
3. Just Go – 3:35
4. Pourée – 2:25
5. Quadrat Im Kreis – 3:26
6. Stay Wild – 2:36
7. Weiter – 2:25
8. Überflüssig – 3:08

## Formazione[1]
- Axel Kurth - voce, chitarra
- Jörn Genserowski - basso
- Ingo - batteria
- Achim Köhler - mastering
- WIZO - produttore, mastering
- Astrid Amadori - artwork